# 約翰·葛蘭特

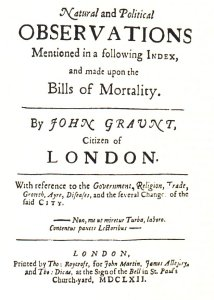
《對死亡率表的自然與政治觀察》的封面。

約翰·葛蘭特（John Graunt，1620年4月24日—1674年4月18日）是一位英國經濟學家，也是第一位從事人口統計學調查的研究者；根據同業描述，他原本是位服飾經銷商。葛蘭特生於倫敦，在家中排行最大，父母分別名為「亨利·葛蘭特」（Henry Graunt）與「瑪麗·葛蘭特」（Mary Graunt）。他的父親是位布商，自漢普郡搬至倫敦經商。1641年2月，約翰·葛蘭特與瑪麗·史考特（Mary Scott）成親，生下一個兒子與三個女兒。
葛蘭特與英國古典經濟學家威廉·配第一同研究人類統計與人口普查方法，以此為基礎發展現代人口統計學的架構，最為著名的成就是製作出第一張生命表，使計算人類某年之存活機率成為可能。葛蘭特也是第一位流行病學家，曾發表公共衛生領域的統計報告。
他的著作《對死亡率表的自然與政治觀察》（Natural and Political Observations Made upon the Bills of Mortality）發表於格里曆1663年或儒略曆1662年，分析查理二世時期倫敦地區死亡率的起伏，研究腺鼠疫的開始與擴散的系統性方法，並發出警告。雖然這個方法並未真正發明出來，但他的著作仍被用以判斷當時的倫敦人口數目。
葛蘭特的表現使他帶著著作前往英國皇家學會，參與院士選舉，有些院士卻不樂見一位服飾經銷商成為他們的同僚。但英國國王查理二世仍獨排眾議，讓葛蘭特進入皇家學會。晚年葛蘭特失去財務來源，陷入貧困，以53歲之齡死於黃痘與肝臟疾病。